# Міллер Михайло Олександрович
Міллер Михайло Олександрович (26 жовтня (13 листопада) 1883, Кам'яно-Міллеровська слобода —15 лютого 1968, Мюнхен) — археолог, історик. Професор (1934). Дійсний член Української вільної академії наук у Мюнхені (ФРН), доктор філософії Українського вільного університету, дійсний член Наукового товариства імені Шевченка (1949). Народився в слободі Кам'яно-Міллеровській Області Війська Донського (нині смт Кам'яне Антрацитівської міськради Луганської області). Син товариша (заступника) таганрозького міського голови, голови з'їзду мирових суддів, таємного радника (п.1916). Закінчив Таганрозьку класичну гімназію (1903), історичний факультет Московського університету (1908) та економічного відділення юридичного факультету Харківського університету (1911). Учень Дмитра Багалія і Дмитра Яворницького. Учителював у середніх школах у слободі Голодаївка (нині с. Куйбишево) та м. Таганрог (нині обидва Ростовської області, РФ; 1920–30). Завідувач археологічного відділу Дніпропетровського крайового історико-археологічного музею (нині Дніпропетровський історичний музей імені Дмитра Яворницького; 1931), доцент Дніпропетровського педагогічного інституту та Північнокавказького планово-економічного інституту в Таганрозі (1931–34). Професор Ростовського педагогічного інституту та Ростовського університету по кафедрі Стародавнього світу та археології (1934–42). Член-кореспондент Державної академії історії матеріальної культури (1935). 1940 року захистив дисертацію на ступінь доктора історичних наук при Інституті історії матеріальної культури в Ленінграді (нині м. Санкт-Петербург). У роки Другої світової війни за гітлерівської окупації призначений директором історично-археологічного музею в Ростові-на-Дону (нині місто в РФ). Влітку 1943 року провів археологічні експедиції на Дніпрі.
Провадив розкопки в степовій смузі України та на нижньому Дону, досліджуючи катакомбні й сарматські поховання (див. Катакомбна культурно-історична спільність, Сармати), перший дослідник Приазов'я (греко-варварські та сарматські поселення, скіфські могильники; див. Скіфи) і залишків грецької колонії Танаїс, був заступником голови Дніпрельстанської археологічної експедиції зони затоплення (1927–32). Уфундував краєві музеї в Таганрозі, Новочеркаську (нині місто Ростовської обл., РФ), Ростові-на-Дону й Азові.

## Еміграція
Від 1943 року через Польщу та Австрію виїхав на еміграцію до Німеччини, де оселився у Геттінгені (Нижня Саксонія). Викладав на матуральних курсах в українському таборі Ді-Пі (тимчасово переміщених осіб; 1945–48). 1951 року переїхав до Мюнхена. У 1951–61 роках — науковий секретар Інституту з вивчення СРСР. Професор УВУ (1951). Його огляд «Археология в СССР» (Мюнхен, 1954) викликав «відповідь» А. Монгайта «Археология в СССР» (Москва, 1955). В англомовному виданні своєї праці (Нью-Йорк, США, 1956) Міллер вмістив заперечення стосовно тверджень цього автора. Є також автором праць з української геральдики.
Помер у м. Мюнхен. Похований на міському цвинтарі Вальдфрідгоф.
92 листи до Міллера зберігаються в Новочеркаському музеї історії Донського козацтва. Рукописи «Передісторичні культури Надпоріжжя та Нижнього Дніпра» (25 друкованих аркушів тексту й понад 100 таблиць, планів і креслень) та «Щоденник досліджень і розкопів на Огрінському півострові» (5 друкованих аркушів тексту і понад 40 таблиць, планів та креслеників) зберігаються в бібліотеці Колумбійського університету (США).